# Мідний янгол
«Мідний янгол» (рос. «Медный ангел») — російський радянський художній фільм 1984 року режисера Веніаміна Дормана.

## Сюжет
Міжнародна геологічна експедиція під егідою ООН, очолювана радянським інженером Курмаєвим, проводить в одній з латиноамериканських країн пошуки з метою будівництва гідроелектростанції у важкодоступному гірському районі і стає мішенню для реакційної організації «Правий альянс», що домагається зміщення лівого уряду. Готель «Мідний янгол», де базується експедиція, служить також притулком для банди братів Вальдес, що займається контрабандою наркотиків.

## У ролях
- Анатолій Кузнєцов —  Антон Петрович Курмаєв, радянський інженер
- Ірина Шевчук —  Марина Громова, геолог
- Валентин Смирнитський —  Ладіслав Ілек, чеський фахівець
- Леонід Ярмольник —  Моріс Барро, французький фахівець
- Леонід Куравльов —  Ларсен, місцевий професор
- Алім Кулієв —  Жозеф Кодреро, місцевий геолог
- Олександр Філіппенко —  Сантільяна, поліцейський комісар
- Арчіл Гоміашвілі —  Антоніо Вальдес, гангстер
- Микола Єременко —  Себастьян Вальдес, гангстер
- Олександр Яковлєв —  Вакерос, підручний Вальдеса
- Вадим Захарченко —  Макс, гангстер-п'яниця
- Лія Ахеджакова —  Росіта, господиня готелю «Мідний янгол»
- Ростислав Янковський —  Левон, політик

## Знімальна група
- Автор сценарію:  Ісай Кузнецов
- Режисер:  Веніамін Дорман
- Оператор:  Вадим Корнільєв
- Художник:  Марк Горелик
- Композитор:  Мікаел Таривердієв